# Progaleopitec
Els progaleopitecs (Progaleopithecus) són un gènere extint de mamífers notoungulats de la família dels interatèrids que visqueren a Sud-amèrica durant l'Oligocè superior, fa entre 23 i 28,1 milions d'anys. Se n'han trobat restes fòssils a les províncies argentines de Chubut, Mendoza i Santa Cruz. Tenien les dents premolars dotades de tres cúspides.{sfn|Agnolin|2024|p=128}} El nom genèric Progaleopithecus significa ‘abans de Galeopithecus’; tanmateix, avui en dia se sap que no tenen una relació particularment estreta amb els lèmurs voladors.